# Vestfoldbanen
Vestfoldbanen – norweska linia kolejowa o długości 148 km z Drammen do Eidanger biegnąca przez region Vestfold. Linia kolejowa z Eidanger do Skien nazywa się Bratsbergbanen. Linia początkowo nazywała się Grevskapsbanen lub Jarlsbergbanen. Odcinek Drammen - Larvik otwarto 13 października 1881, a odcinek Larvik - Skien 23 listopada 1882.